# كارل كريستيانسن
كارل كريستيانسن (بالنرويجية البوكمول: Carl Emil Christiansen)‏ هو ساعي البريد نرويجي، ولد في 21 أبريل 1886 في تونسبرغ في النرويج، وتوفي في 23 يوليو 1970.

## روابط خارجية
- كارل كريستيانسن على موقع أوليمبيديا (الإنجليزية)